# جواو ويليام
جواو ويليام (بالبرتغالية: João William‏) هو لاعب كرة قدم برازيلي، ولد في 11 يونيو 1996 في بلدية إيستانكيا في البرازيل. لعب مع نادي جوفنتودي ونادي غوياس.

## وصلات خارجية
- جواو ويليام على موقع قاعدة بيانات كرة القدم.إي يو (الإنجليزية)
- جواو ويليام على موقع Soccerway.com (الإنجليزية)